# Батова
 Тази статия е за защитена зона по Натура 2000.  За река в Източна България вижте Батова река.  
Батова е защитена зона от Натура 2000 по директивата за опазване на дивите птици. Обхваща поречието на река Батова и по-голямата част от Франгенското плато, включително бреговата ивица от Албена до Златни пясъци и прилежащата ѝ плитката морска акватория. Заема площ от 38 149,5 ha.

## Граници
Защитената зона се намира северно от Варна. На север граничи със селата Соколник, Одърци, Храброво, Ляхово и Оброчище, на изток с Черноморското крайбрежие южно от курорта Албена до Златни пясъци. От Златни пясъци на югозапад границата преминава северно от село Каменар, и кварталите на Варна – Виница, Владиславово и Аксаково. При село Изворско преминава на север през Новаково и Дебрене до Соколник.

## Флора
Преобладават широколистни гори от цер, благун и обикновен габър и обработваеми площи. Останалата част от територията е заета от открити тревни пространства, обрасли на някои места с храстова растителност, пасища, ливади, овощни градини и лозя, разположени около селищата.
В района на устието на река Батова е разположен резерват „Балтата“, съхраняващ естествена лонгозна гора и блатни и мочурни водолюбиви растения. Лонгозната гора е основно от полски ясен, полски бряст, дръжкоцветен дъб, полски клен и черна елша с подлес от глог, обикновен дрян и кучешки дрян, в комбинация с водолюбиви треви. Типични за гората са лианите и увивните растения – повет, скрипка, гърбач и други.

## Фауна
В защитената зона са установени 184 вида птици, от които 70 са включени в Червената книга на България. Тя е важна за опазването на малкия креслив орел. Срещат се среден пъстър кълвач, полубеловрата мухоловка, зелен кълвач, сива овесарка, черногърбо каменарче, късопръста чучулига, голям маслинов присмехулник, ястребогушо коприварче, градинска овесарка и други.
През защитената зона преминава прелетият път Виа Понтика. Над долината на река Батова се събират три потока от мигриращи птици, идващи от Добруджа – от вътрешността на Добруджанското плато, тези които следват естествено бреговата ивица и птиците, които при нос Калиакра летят директно през морето към защитената зона. Оттук преминава най-концентрирания поток от мигриращи щъркели и пеликани в Североизточна България. В защитената зона са отчетени най-голям брой мигриращи розови пеликани и жерави по Северното Черноморие. По време на миграция грабливите птици редовно нощуват в горите. В крайбрежните части мигрират значителни количества чайки буревестници.